# Garegeh
Garegeh is een bestuurslaag in het regentschap Bukittinggi van de provincie West-Sumatra, Indonesië. Garegeh telt 2265 inwoners (volkstelling 2010).